# Памук, Орхан
Фери́т Орха́н Паму́к (тур. Ferit Orhan Pamuk; род. 7 июня 1952, Стамбул, Турция) — современный турецкий писатель (адыгского/черкесского происхождения), сценарист и общественный деятель, лауреат нескольких национальных и международных литературных премий, в том числе Нобелевской премии по литературе (2006). Популярен как в Турции, так и за её пределами, произведения писателя переведены на более чем пятьдесят языков. Известен своей гражданской позицией в отношении геноцида армян и дискриминации курдов в Турции, не совпадающей с мнением официальных турецких властей.

## Биография
Родился в состоятельной семье инженера, имеет черкесские корни . Учился в находящемся в Стамбуле американском колледже Robert College. После его окончания по настоянию семьи поступил в технический университет Стамбула — родители хотели, чтобы он стал инженером-строителем, — но через три года оставил его, чтобы стать профессиональным писателем.
В 1977 Памук окончил институт журналистики Стамбульского университета. С 1985 по 1988 год жил в США и работал в Колумбийском университете в Нью-Йорке, затем вернулся в Турцию. До 2007 года жил в Стамбуле, но после убийства турецким экстремистом известного правозащитника армянского происхождения Гранта Динка вернулся в Нью-Йорк.
12 октября 2006 Орхану Памуку была присуждена Нобелевская премия по литературе, с формулировкой — автору, «который в поисках меланхоличной души родного города, нашёл новые символы для столкновения и переплетения культур».
С 2007 года является профессором Колумбийского университета, где каждую осень ведёт курс по писательскому мастерству и истории мировой литературы. Иностранный член Американского философского общества (2018).
С 1982 по 2001 был женат на русской, Елене Турегиной, имеет дочь. Некоторое время Памуку приписывали отношения с известной индийской писательницей Киран Десаи. С 2010 года гражданской супругой Орхана Памука является Аслы Акъяваш, которую связывают с писателем продолжающиеся много лет отношения.

## Творчество
Первое крупное произведение — семейный роман-сага «Джевдет-бей и его сыновья», в котором рассказывается история нескольких поколений стамбульской семьи.
Основные темы творчества писателя — конфликт и противостояние между востоком и западом, исламом и христианством, традициями и современностью. Например, конфликт между западничеством и исламизмом в современной Турции является главной темой вышедшей в 2002 году книги «Снег».
Действие почти всех книг Памука происходит в Стамбуле. Вышедшая в 2003 году книга «Стамбул. Город воспоминаний» представляет собой цикл связанных друг с другом очерков и соединяет повествование о Стамбуле с автобиографическими мотивами.
Опубликованный в 2008 году роман «Музей невинности» посвящён вещам как отражению реальности прошлого. По словам Памука, он формирует коллекцию для музея старых вещей, подобного тому, который описан в книге. 28 апреля 2012 года Музей невинности открыл свои двери.
В 2016 году в России были опубликованы два новых романа Памука «Мои странные мысли» и «Рыжеволосая женщина» в переводе Аполлинарии Аврутиной.

## Обвинения
Гражданская позиция писателя по спорным вопросам сделала его человеком, вызывающим споры среди соотечественников. Некоторые восхищаются его гражданским мужеством и стойкостью, другие считают его предателем родины.

В 2005 году турецкое правительство подало на него в суд. Поводом послужила его фраза из интервью, данного швейцарскому изданию «Das Magazin» в феврале 2005: «В Турции было убито тридцать тысяч курдов и один миллион армян. Об этом никто не говорит, и меня ненавидят за то, что я говорю об этом». По словам Памука, после публикации этого интервью он стал объектом кампании ненависти, из-за которой был вынужден покинуть Турцию, но вскоре вернулся, несмотря на обвинения. В интервью BBC он сказал: 
То, что случилось с Оттоманскими (турецкими) армянами в 1915 году, было самым большим секретом, скрытым от турецкой нации; эти события были табу. Но сейчас мы должны быть в состоянии говорить о прошлом.
Процесс над Памуком должен был начаться 16 декабря 2005 года, но был перенесён на 7 февраля 2006 года, однако 22 января Министерство юстиции отозвало иск.
Обвинения Памука вызвали реакцию за границей. В первую очередь этот процесс поднял вопрос соблюдения в Турции свободы слова, вопрос, особо важный в свете возможного вступления Турции в Европейский Союз. 1 декабря 2005 года организация «Международная амнистия» потребовала отмены статьи № 301 турецкого уголовного кодекса (статья предусматривает лишение свободы сроком до трёх лет за оскорбления Турции и турецкой идентичности) и прекращения преследования Памука и ещё шести человек, обвиняемых по этой статье. 13 декабря восемь всемирно известных писателей — Жозе Сарамагу, Габриэль Гарсиа Маркес, Гюнтер Грасс, Умберто Эко, Карлос Фуэнтес, Хуан Гойтисоло, Джон Апдайк и Марио Варгас Льоса — выступили с заявлением в поддержку Памука.
В итоге в конце марта 2011 года суд района Шишли (Стамбул) приговорил писателя за указанный эпизод к штрафу в размере 6 тысяч лир ($3850).
Интересно, что в книге «Стамбул. Город воспоминаний» Памук пишет о расправах турок над стамбульскими армянами и греками уже в середине XX века.
В 2021 году на Орхана Памука снова завели дело по статье 301, на этот раз по обвинению в оскорблении Ататюрка и турецкого флага в новом романе Памука «Чумные ночи».